# Кузнецовский сельский округ (Раменский район)
Кузнецовский сельский округ — упразднённая административно-территориальная единица, существовавшая на территории Раменского района Московской области в 1994—2006 годах.
Кузнецовский сельсовет был образован в первые годы советской власти. По данным 1919 года он входил в состав Загорновской волости Бронницкого уезда Московской губернии.
В 1926 году Кузнецовский с/с включал 1 населённый пункт — деревню Кузнецово.
В 1929 году Кузнецовский с/с был отнесён к Ашитковскому району Коломенского округа Московской области. При этом к нему был присоединён Малышевский с/с.
20 мая 1930 года Кузнецовский с/с (на тот момент он включал селения Кузнецово и Малышево) был передан из Ашитковского района в Раменский район.
14 июня 1954 года к Кузнецовскому с/с были присоединены Загорновский и Пласкининский сельсоветы.
3 июня 1959 года Раменский район был упразднён и Кузнецовский с/с вошёл в Люберецкий район.
28 июля 1960 года Кузнецовский с/с был передан в восстановленный Раменский район.
20 августа 1960 года из Кузнецовского с/с в Юровский было передано селение Пласкинино.
1 февраля 1963 года Раменский район был вновь упразднён и Кузнецовский с/с вошёл в Люберецкий сельский район. 11 января 1965 года Кузнецовский с/с был возвращён в восстановленный Раменский район.
11 сентября 1967 года к Кузнецовскому с/с были присоединены селения Бояркино, Марково и Петровское упразднённого Бояркинского с/с. Одновременно из Кузнецовского с/с в Юровский были переданы селения Загорново, Литвиново, Лесной, Мирный, дома ЦХАЛ, а также территория шерстьбазы.
3 февраля 1994 года Кузнецовский с/с был преобразован в Кузнецовский сельский округ.
6 июня 2001 года в Кузнецовском с/о был образован посёлок Дружба.
В ходе муниципальной реформы 2004—2005 годов Кузнецовский сельский округ прекратил своё существование как муниципальная единица. При этом все его населённые пункты были переданы в сельское поселение Кузнецовское.
29 ноября 2006 года Кузнецовский сельский округ исключён из учётных данных административно-территориальных и территориальных единиц Московской области.